# 克魯舍沃
克魯舍沃是北馬其頓共和國克鲁舍沃市镇内的城镇及行政中心。是马其頓地区海拔最高的城镇。

## 特点
克鲁舍沃是一个多山的小镇，海拔1350米（4430英尺），是北马其顿和巴尔干半岛最高的城镇。克鲁舍沃以其19世纪住宅建筑而著名。镇内有旧的以及新建的旧马其顿建筑风格房子。
该地是梅基·卡门战役（Mečkin Kamen）的所在地，一个历史纪念碑标志着1903年起义的地方。自1992年起，每年8月2日，这里是传统的马其顿独立日庆祝活动举行地，北马其顿总统和其他北马其顿的政治领导出席现场。
由于其海拔高度，克鲁舍沃是北马其顿冬季运动旅行目的地之一。